# Glostrup
Glostrup – miasto w Danii, siedziba gminy Glostrup. 20 785 mieszkańców (2006). Miasto zajmuje powierzchnię 13 km². Ośrodek przemysłowy. Ratusz w mieście został zaprojektowany w 1958 przez Arne Jacobsena – jednego z czołowych architektów modernizmu.
W mieście znajduje się stacja kolejowa Glostrup.

## Współpraca
Miejscowości partnerskie:
- Koekelberg, Belgia
- Kotka, Finlandia
- Landskrona, Szwecja
- Telsze, Litwa